# Nem kell mindig kaviár (televíziós sorozat)
A Nem kell mindig kaviár egy Thomas Engel rendezésében készített 13 részes NSZK tévéfilmsorozat, amely az azonos című, 1961-ben bemutatott nyugatnémet–francia film utáni televíziós változat 1977-ből. A történet Johannes Mario Simmel 1960-ban írott regényén a németül azonos címen megjelent Es muss nicht immer Kaviar sein című könyvön alapul, amely magyarul a sorozattal megegyező címen került forgalomba 1993-ban. A sorozatot a Magyar Televízió 1982-ben kedd esténként sugározta, de csak 10 részt adott le. A befejezést úgy oldották meg, hogy a 10. rész 38. percnél elvágták, és az eredeti 13. rész utolsó 8 percét illesztették hozzá. (Donovan és Helen már az eredeti 13. rész végi részben szerepeltek). Az epizódok végén a stáblista utáni főzőshow-t, amikor a főszereplő elkészít a könyvben is szereplő ételreceptek közül egy ínyencséget, ugyancsak kihagyta az MTV.

## Készítették
- Rendező: Thomas Engel
- Írta: Johannes Mario Simmel
- Forgatókönyvíró: Fodor László, Horst Pillau
- Zeneszerző: Martin Böttcher
- Operatőr: Michael Marszalek
- Gyártásvezető: Rudolf Waldemar Brem

Magyar változat:
- Magyar szöveg: Szeredás András
- Szinkronrendező: Vas János

## Epizódok
1. Ahogy az egész elkezdődött (1982. január 5., 20:00, kedd, M1)
2. A francia konyha (1982. január 12., 20:00, kedd, M1)
3. Amikor a jegesmedvék felcseperednek (1982. január 19., 20:00, kedd, M1)
4. A nevem Mabel (1982. január 26., 20:00, kedd, M1)
5. Holtakat nem lehet agyonlőni (1982. február 2., 20:00, kedd, M1)
6. A 135. Z. jelű zóna (1982. február 9., 20:00, kedd, M1)
7. Shakespeare már várja magát (1982. február 16., 20:00, kedd, M1)
8. Lazarus (1982. február 23., 20:00, kedd, M1)
9. Chantal (1982. március 2., 20:00, kedd, M1)
10. Egy egészen elegáns trükk (1982. március 9., 20:00, kedd, M1)
11. "Hetes szám"*
12. "Éjszakai hívószám: 17"*
13. "Feketepiaci üzletek"*

A *-gal jelölt epizódoknak nincs hivatalos magyar címe.

## Szereplők
| Szerep             | Színész          | Magyar hang        |
| ------------------ | ---------------- | ------------------ |
| Thomas Lieven      | Siegfried Rauch  | Végvári Tamás      |
| Chantal            | Marisa Mell      | Szabó Éva          |
| Bastian            | Heinz Reincke    | Szigeti András     |
| Mimi               | Andrea Rau       | Kútvölgyi Erzsébet |
| Jeanne             | Louise Martini   | Földi Teri         |
| Simeon             | Erik Schumann    | Tahi Tóth László   |
| Estrella Rodríguez | Nadja Tiller     | Szegedi Erika      |
| Carmen             | Hildegard Krekel | Jani Ildikó        |
| Loos őrnagy        | Jan Englert      | Miklósy György     |
| Lovejoy            | Rainer Penkert   | Bács Ferenc        |
| Debouche           | Dieter Borsche   |                    |
|                    | Víctor Israel    |                    |
| Lazarus            | Wolfried Lier    | Kézdy György       |
| Narrátor           |                  | Fülöp Zsigmond     |

## Érdekességek
- A részek végén a főhős mindig elmondja azt a ma már szállóigévé vált mondatot: Ha én ezt a klubban egyszer elmesélem!